# Barahonaïta-(Al)
La barahonaïta-(Al) és un mineral de la classe dels fosfats. Rep el nom per Antonio Barahona (1937-), col·leccionista de minerals i micromounts espanyol, qui primer va fer notar que aquest material podria ser un nou mineral.

## Característiques
La barahonaïta-(Al) és un arsenat de fórmula química (Ca,Cu,Na,Fe3+,Al)₁₂Al₂(AsO₄)₈(OH,Cl)x·nH₂O. Va ser aprovada com a espècie vàlida per l'Associació Mineralògica Internacional l'any 2007. Cristal·litza en el sistema monoclínic. És una espècie amb alumini anàloga de la barahonaïta-(Fe). Visualment és similar a l'attikaïta, un altre arsenat.
Segons la classificació de Nickel-Strunz, la barahonaïta-(Al) pertany a «08.CH: Fosfats sense anions addicionals, amb H₂O, amb cations de mida mitjana i gran, RO₄:H₂O < 1:1» juntament amb els següents minerals: walentaïta, anapaïta, picrofarmacolita, dittmarita, niahita, francoanellita, taranakita, schertelita, hannayita, struvita, struvita-(K), hazenita, rimkorolgita, bakhchisaraitsevita, fahleïta, smolyaninovita i barahonaïta-(Fe).

## Formació i jaciments
Va ser descoberta a la concessió La Reconquistada, propera a la mina Dolores, a la localitat murciana de Pastrana, Espanya. Posteriorment també ha estat descrita a les mines Jote i Maria Catalina, a la regió d'Atacama (Xile); a la mina Serpieri, a la prefectura d'Attikí (Grècia); i a la mina Gold Hill, al comtat de Tooele (Utah, Estats Units). Aquests són els únics indrets a tot el planeta on ha estat descrita aquesta espècie mineral.